# Holzkirche von Călinești Susani

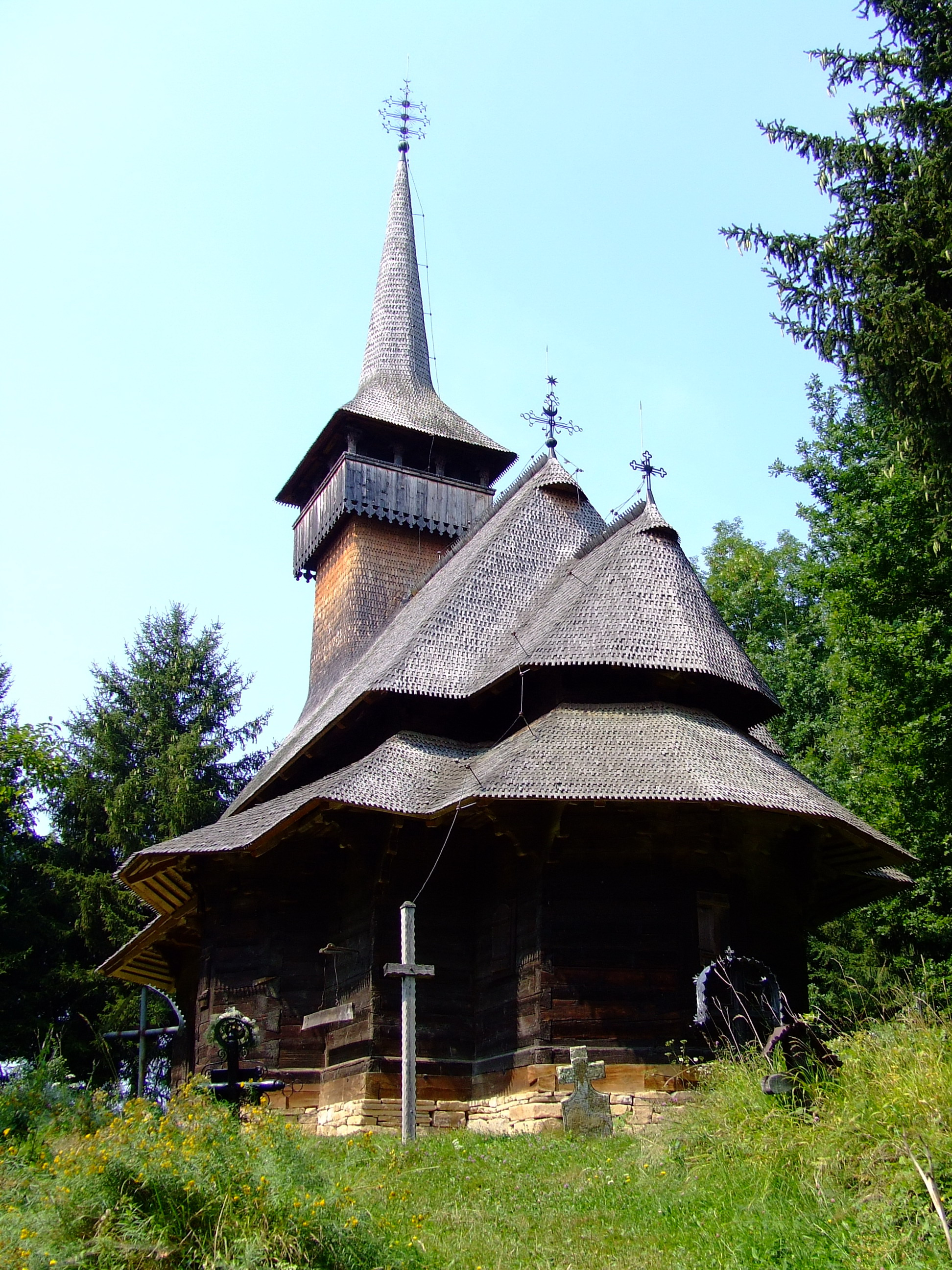
Äußeres der Kirche

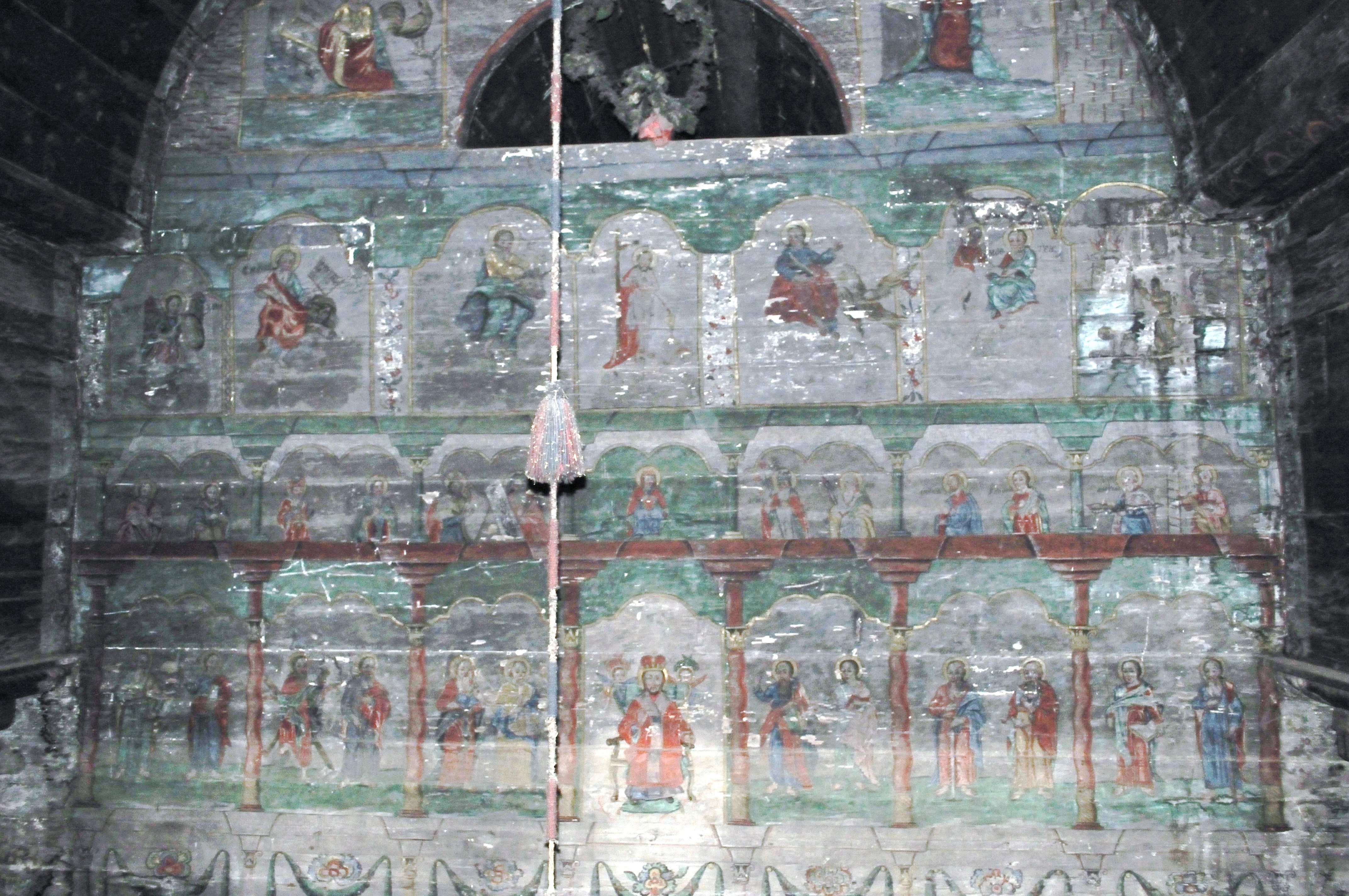
Ikonostase

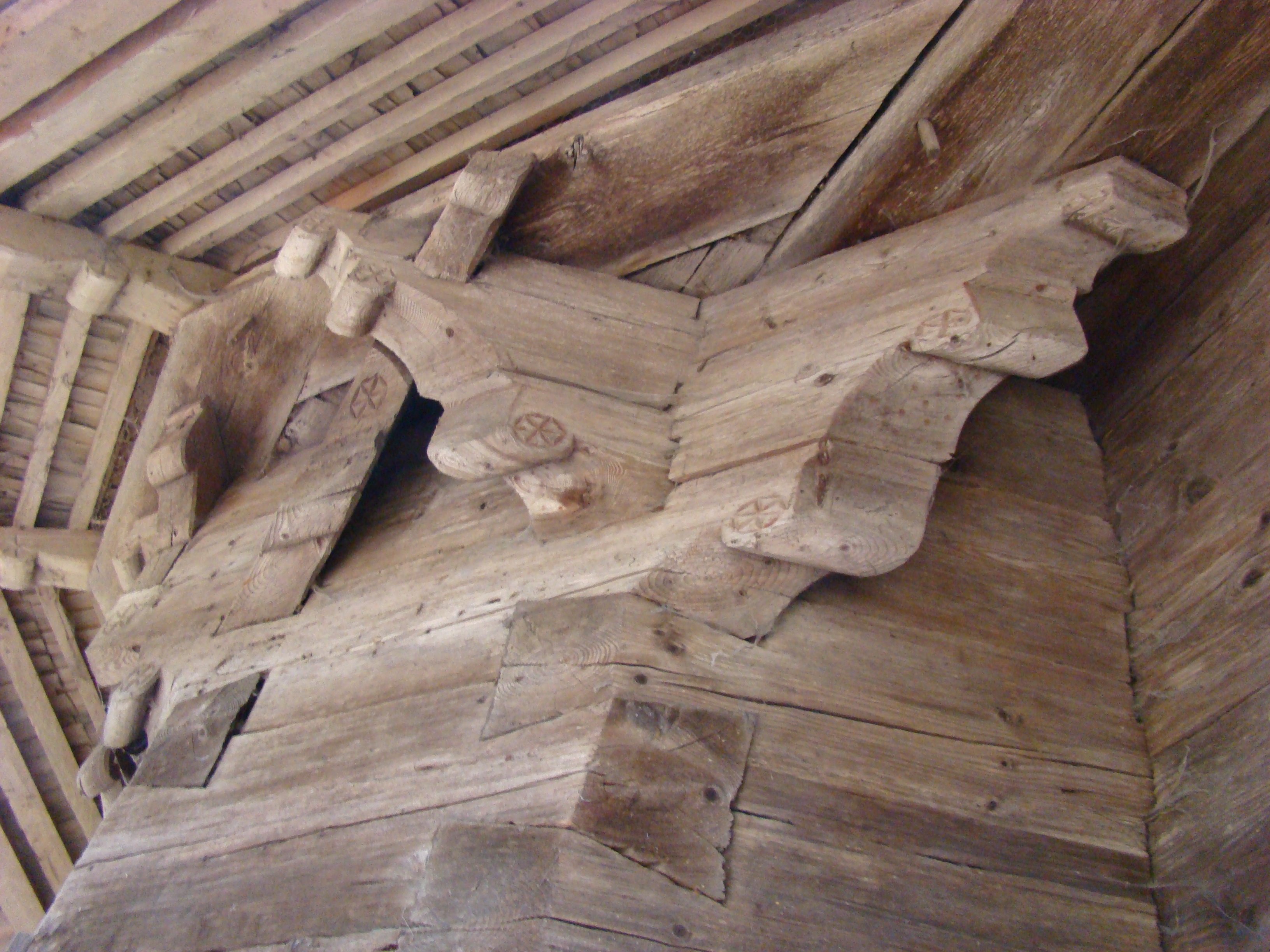
Hölzerne Konsole

Die griechisch-katholische, Mariä Aufnahme in den Himmel (Nașterea Maicii Domnului) geweihte Holzkirche von Călinești Susani (Biserica de lemn din Călinești Susani) ist eine der Holzkirchen in der Maramureș in der Gemeinde Călinești (ungarisch: Somfalu) im Tal Valea Cosăului.

## Geschichte
Die isoliert auf einem Hügel oberhalb des Dorfs gelegene Kirche wurde im Jahr 1784 errichtet. Sie ist unter der Nummer MM-II-m-A-04538 als Denkmal geschützt. 

## Anlage und Ausstattung
Die Kirche wurde im Jahr 1788 von Nicolae Cepschin ausgemalt. Sie ist eine Drei-Apsiden-Kirche nach Art der Kirchen der Moldauklöster mit polygonalem Pronaos.